# Йордан Колев
Йордан Колев е български композитор и музикален педагог, професор доктор на педагогическите науки. Най-известното му произведение е „Песен за българката“ в изпълнение на Петър Чернев.

## Биография
Проф. д. п. н. Йордан Колев завършва Българска държавна консерватория с музикална педагогика. След това учи частно композиция при проф. Панчо Владигеров. Работи като преподавател в Института за детски и начални учители в София, главен специалист в отдел „Масови музикални жанрове“ при Главна дирекция „Българска музика“. От 1985 г. е преподавател в Държавната музикална академия и Софийския университет, доцент по елементарна теория на музиката и солфеж, професор по методика на обучението по солфеж в Софийския университет (от 1997 г.). Доктор на педагогическите науки (1995).
Йордан Колев е автор на детски мюзикъли; 6 електронно-акустични симфонии; симфонична, вокално-инструментална и камерна музика; над 200 солови песни; поп, хорови и детски песни и др. Много от творбите му са записани и излъчени по БНР и други, има отпечатани песни в сборници. Автор е на методически сборници за обучение по музика на студенти и др. Носител е на награди на Българско национално радио, награда на Съюза на българските композитори на фестивала „Златният Орфей“ за песента „Песен за българката“, на Първия международен фестивал на детско-юношеска забавна песен „Златната рибка“ – Варна (2003) за песента „Слънчеви лъчи“ и др.
Умира на 22 август 2017 г.

## Творчество

### Електро-акустична музика
6 електронно-акустични симфонии:
- Симфония №1 „Има ли живот на Марс“;
- Симфония №2 „Зов“;
- Симфония №3 „Индианска принцеса“;
- Симфония №4 „Щурчова песен“;
- Симфония №5 „Апокалиптична“;
- Симфония №6 „Жертва“.

### Музикално-сценични произведения
Детски мюзикъли:
- „Гъбарко“;
- „Битката за пленените джуджета“;
- „Приказен свят“.

### Произведения за симфоничен оркестър
- Симфонична поема „Космос“ (1994);
- Концерт за кларинет и оркестър (1983)

### Произведения за струнен оркестър
- „Детска симфония“ за струнен оркестър и 7 детски музикални инструмента (1980).

### Вокално-инструментални произведения
Оратории:
- „Козлодуй“ – за камерен оркестър и вокален квартет (1996);
- „Хирошима“ – за симфоничен оркестър и квартет народни певици (1997).

### Камерна музика
- „Детска сюита“ за три валдхорни (1978);
- Концертино за вибрафон и пиано (1988);
- Соната за соло виолончело (1993).

За пиано:
- Двугласна инвенция (1976);
- Соната (1977);
- Две импровизации (1998);
- Две послания (2000).

Солови песни за мецосопран:
- „Сред житното поле“;
- „Есенен пейзаж“ (1968);
- Вокален триптих „Стени“ (1976).

Солови песни за бас:
- Вокален триптих „С теб е хубаво“ (1990);
- Вокален диптих „Обич мъжка“ (1990);
- „Малка мома Кипра Калинчица“ (1993).

### По-известни поппесни
- „Внезапно“;
- „Пролетна песен“;
- „С диплома в ръце“;
- „Нестинари“;
- „Кукери“;
- „Земя единствена“;
- „Дъжд“;
- „Настроение“;
- „Песен за българката“.

### Детски песни
- „Не желая“;
- „Една чудесна песничка“;
- „От земята до звездите“;
- „Великденска свещица“;
- „Три гъдуларчета щурци“;
- „Самба“;
- „Песен за гъската“;
- „Горска сватба“.

## Дискография
| Година | Албум                         | Вид | Издател   | Каталожен номер |
| ------ | ----------------------------- | --- | --------- | --------------- |
| 1985   | „Йордан Колев. Избрани песни“ | LP  | Балкантон | ВТА 11535       |